# Adansi North
Adansi North är ett distrikt i Ghana.   Det ligger i regionen Ashantiregionen, i den södra delen av landet, 170 km nordväst om huvudstaden Accra. Antalet invånare är 235 680. Arean är 828 kvadratkilometer.
Terrängen i Adansi North är varierad.